# لورينزو سابين
لورينزو سابين (بالإنجليزية: Lorenzo Sabine) هو قاضي وسياسي أمريكي، ولد في 28 فبراير 1803، وتوفي في 14 أبريل 1877 في الولايات المتحدة. حزبياً، نشط في حزب اليمين. وقد انتخب عضو مجلس نواب مين وانتخب عضو مجلس النواب الأمريكي.